# Violen från Montmartre
Violen från Montmartre (tyska: Das Veilchen vom Montmartre) är en operett i tre akter med musik av Emmerich Kálmán och med libretto av Julius Brummer och Alfred Grünwald.

## Historia
Den hade premiär den 21 mars 1930 på Johann Strauß-Theater i Wien. Operetten utspelas i parisisk konstnärsmiljö och är vad miljö och persongalleri beträffar nära besläktad med Puccinis opera La bohème.

### Svenska uppsättningar
Violen från Montmartre sattes upp den 10 oktober 1931 på Odéonteatern i Stockholm. Den 9 januari 1954 var det premiär på Folkan i Stockholm och sent som 1979 (23 mars) sattes den upp på Nöjesteatern i Malmö.

## Personer
| Roller             | Röststämma   | Premiärbesättning 21 mars 1930 (Dirigent: Josef Holzer) |
| ------------------ | ------------ | ------------------------------------------------------- |
| Ninon              | sopran       | Adele Kern                                              |
| Pipo de Frascatti  | tenor        | Richard Waldemar                                        |
| Raoul Delacroix    | lyrisk tenor | Ernst Tautenhayn                                        |
| Henri Murger       | baryton      | Walter Jankuhn                                          |
| Florimond Hervé    | tenor        | Robert Nästelberger                                     |
| Violetta Cavallini | sopran       | Anny Ahlers                                             |

## Handling
Akt I
I Paris-distriktet Montmartre bor tre fattiga konstnärer tillsammans: målaren Raoul, kompositören Florimond och författaren Henri. Raouls älskade Ninon står modell för en bild av Afrodite. De börjar gräla och delar på sig. Violetta älskar också målaren, men visar inte detta öppet. Eftersom ingen har några pengar säljer hon en medaljong för att köpa mat. En fogde dyker upp, men till allmänhetens förvåning vill han inte ta något, utan ger snarare en stor summa pengar, som givits honom av en beskyddare. De tre artisterna använder det oväntade fallet för att köpa ut Violetta från sin vårdnadshavare.
Akt II
Ninon har funnit en ny vän och beskyddare, konstministern Pipo de Frascati. Med hans stöd har hon blivit en välkänd vaudeville-sångerska. Hon älskar fortfarande målaren Raoul och är nära honom. Violetta får ministern att utse Raoul som restauratör vid Louvren. Men tacket går till Ninon för hjälpen Konstnärstrion befrias från upprepade ekonomiska bekymmer och fogden när Florimonds senaste operett accepteras.
Akt III
Florimonds operett har blivit en stor framgång. Ninon är kvällens prisbelönta sångerska. När hon får ett självmordsbrev från Raoul lämnar hon rasande teatern. Violetta tar sig an rollen och räddar föreställningen. Under tiden frågar en baron Rothschild om säljaren av medaljongen. Han avslöjar för Violetta att hon är grevinnan Bernini och att hon har mycket pengar. Violetta och Raoul träffas äntligen.

## Musik
Operettens mest kända musiknummer, tangoschlagern Heut' Nacht hab ich geträumt von dir (I natt jag drömde blott om dig) saknades ursprungligen i Kálmáns partitur. Tangon komponerades som en bröllopsgåva till kompositörens unga hustru Vera på våren 1930 men kom senare att läggas in i såväl Violen från Montmartre som i Csárdásfurstinnan, där ju rollfiguren Edwin annars saknar ett eget solonummer.